# Úspenka (Kursk)
|  | Per a altres significats, vegeu «Úspenka». |

Úspenka (en rus: Успенка) és un poble de l'óblast de Kursk, a Rússia, que en el cens del 2010 tenia 260 habitants. Pertany al districte de Kastórnoie.